# Semecarpus euodiifolius
Semecarpus euodiifolius är en sumakväxtart som beskrevs av K.M. Kochummen. Semecarpus euodiifolius ingår i släktet Semecarpus och familjen sumakväxter. Inga underarter finns listade i Catalogue of Life.